# Instrukcja techniczna G-1

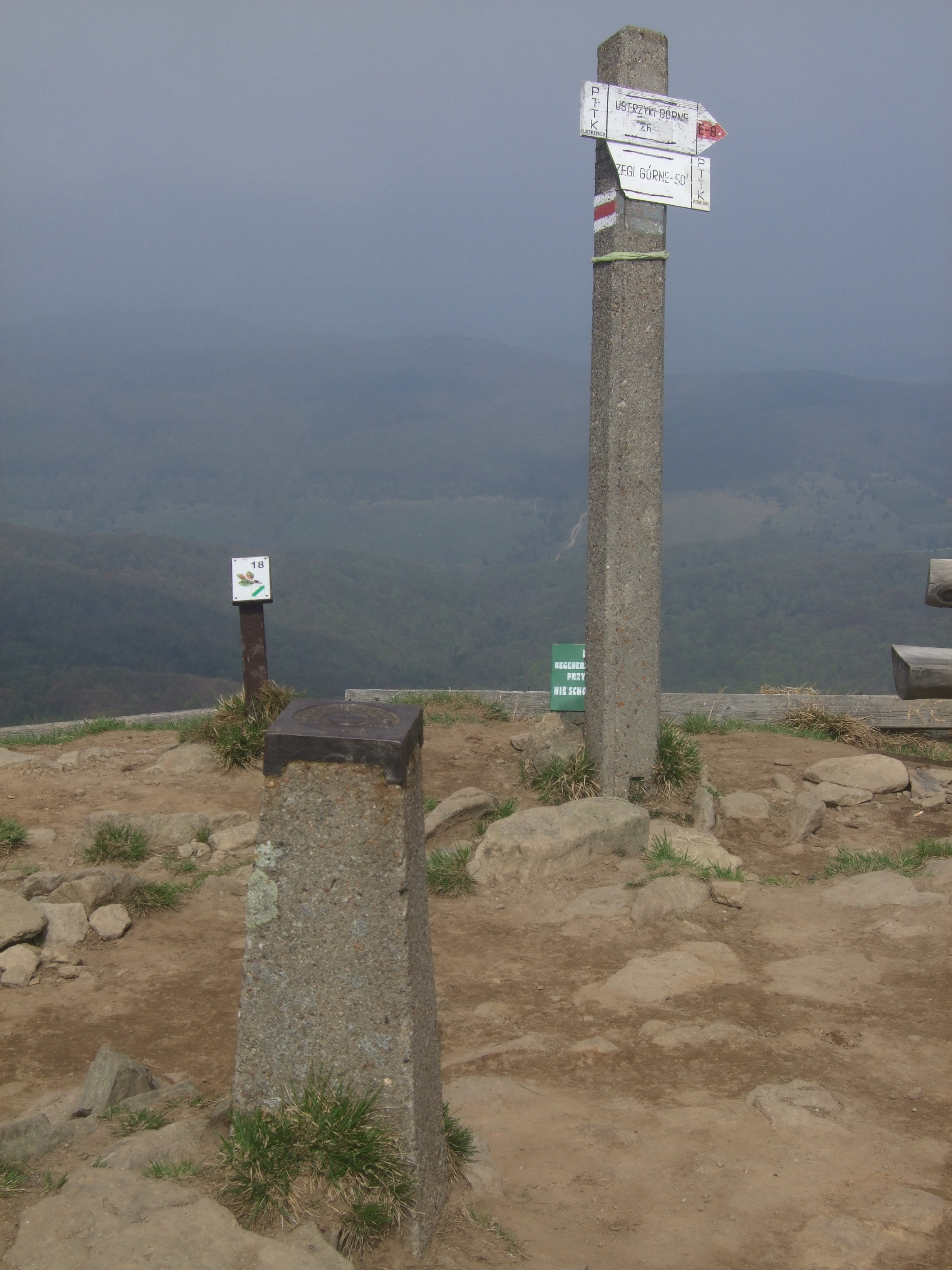
Punkt osnowy geodezyjnej II klasy na Połoninie Caryńskiej w Bieszczadach

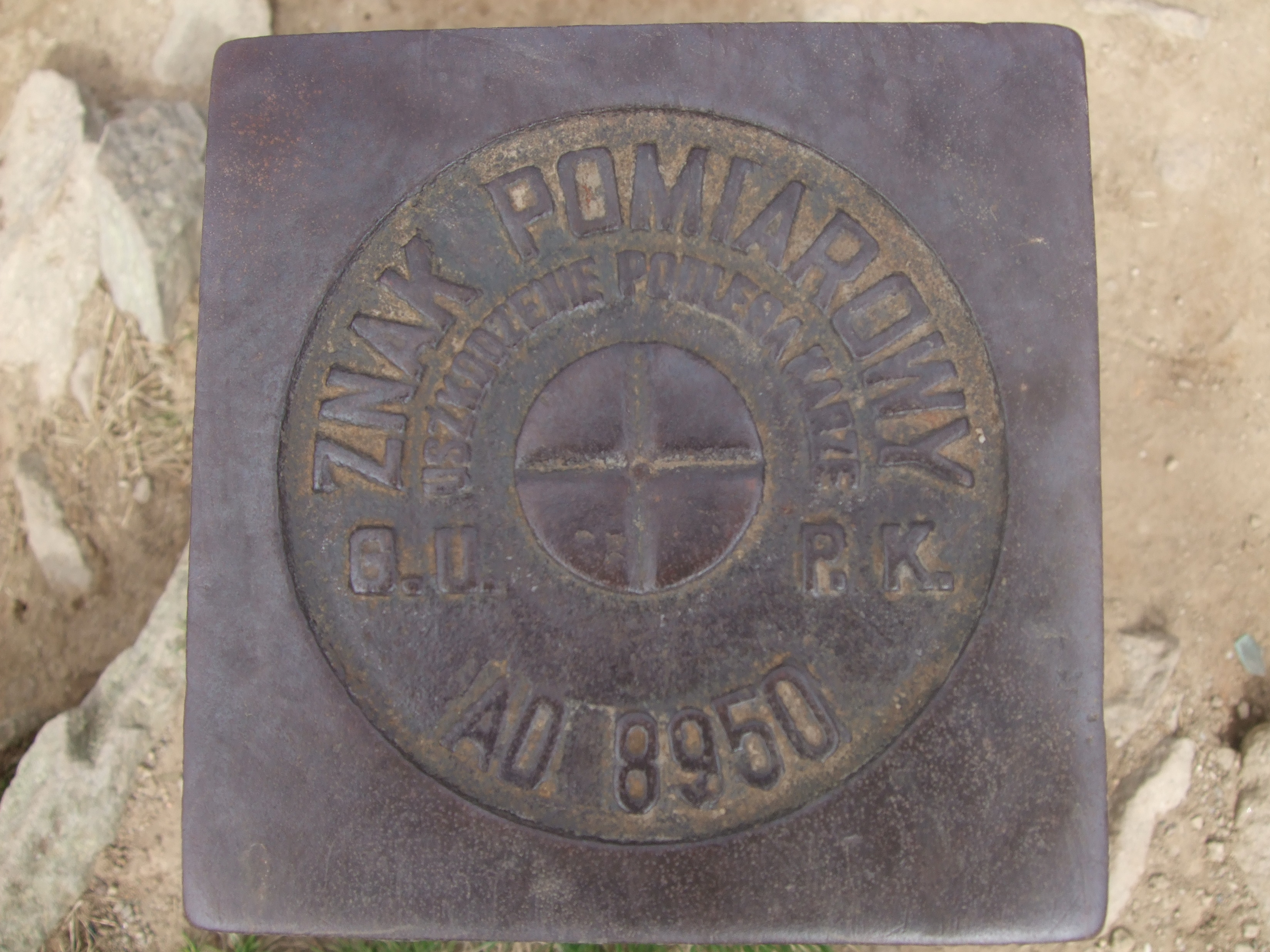
Głowica punktu osnowy geodezyjnej II klasy na Połoninie Caryńskiej w Bieszczadach

Instrukcja techniczna G-1 – standard techniczny w geodezji w Polsce, obowiązujący do 2012 roku na podstawie rozporządzenia Ministra Spraw Wewnętrznych i Administracji z 24 marca 1999 r. w sprawie standardów technicznych dotyczących geodezji, kartografii oraz krajowego systemu informacji o terenie, zbiór wytycznych dotyczących poziomej osnowy geodezyjnej wprowadzony zarządzeniem Prezesa Głównego Urzędu Geodezji i Kartografii z 19 lutego 1979 r. w sprawie wprowadzenia do stosowania instrukcji technicznej „G-1 pozioma osnowa geodezyjna”. Ostatnim wydaniem jest wydanie IV z 1986 r. opracowane przez Edwarda Dąbrowskiego, Janusza Galińskiego, Stanisława Gelo, Wojciecha Janusza, Bolesława Kłubkowskiego, Janusza Orzechowskiego na podstawie „Koncepcji modernizacji poziomych osnów geodezyjnych kraju”, opracowanej przez Główny Urząd Geodezji i Kartografii oraz zgodnie z zaleceniami Biura Rozwoju Nauki i Techniki GUGiK, reprezentowanego przez Leona Alexandrowicza i Edwarda Jarosińskiego.
W związku z wprowadzeniem ustawy o infrastrukturze informacji przestrzennej z 4 marca 2010 roku, standardy techniczne jako przepisy wykonawcze zachowywały moc do 8 czerwca 2012 roku. W 2012 roku instrukcja została zastąpiona nieobowiązującym już rozporządzeniem z 14 lutego 2012 roku w sprawie osnów geodezyjnych, grawimetrycznych i magnetycznych, które określiło m.in. nowe kryteria poziomej osnowy geodezyjnej w Polsce.

## Osnowa pozioma w G-1
Instrukcja G-1 zawiera przepisy techniczne i porządkowe, ustalające zasady klasyfikacji i podstawowe kryteria oceny dokładności, obowiązujące przy zakładaniu podstawowej i szczegółowej poziomej osnowy geodezyjnej, a ponadto definiuje poziomą osnowę geodezyjną, która stanowi usystematyzowany zbiór punktów, których wzajemne położenie na powierzchni odniesienia zostało określone przy zastosowaniu techniki geodezyjnej.
Pod względem dokładności wyznaczenia położenia punktów, podstawowa i szczegółowa osnowa dzieli się na trzy klasy, oznaczone cyframi rzymskimi. Punkty osnowy podstawowej zalicza się do I klasy, a punkty osnowy szczegółowej do II i III klasy. Sieci stanowiące osnowę podstawową traktuje się jako osnowę jednorzędową. Dokładność określenia położenia punktów poszczególnych klas charakteryzują błędy średnie po wyrównaniu:
- dla klasy I – jako przeciętny błąd względny po wyrównaniu długości boku nie większy niż 5 x 10−6 (1:200 000)
- dla klasy II – jako błąd położenia punktu względem punktów nawiązania nie większy niż 0,05m
- dla klasy III – jako błąd położenia punktu względem punktów nawiązania nie większy niż 0,1m[2]

Zalecana gęstość (wzajemne rozmieszczenie) punktów osnowy:
- dla I klasy – 1 punkt na 50km²
- dla II klasy:
  - na terenach zurbanizowanych – 1 punkt na 0,8km²
  - na terenach rolnych – 1 punkt na 1,5km²
  - na terenach leśnych – 1 punkt na 12km²
- dla III klasy:
  - na terenach zurbanizowanych – 1 punkt na 15ha
  - na pozostałych – 1 punkt na 30ha[2]

Dla celów specjalnych wyodrębniona została sieć triangulacji państwowej oraz wybrane punkty osnowy szczegółowej. Sieć ta dzieli się na cztery klasy, oznaczone cyframi arabskimi.
Dokładność punktów w sieci triangulacji państwowej poszczególnych klas charakteryzują błędy średnie kąta po wyrównaniu:
- dla klasy 1. – nie większy niż 1,0″ (3,1cc)
- dla klasy 2. – nie większy niż 1,2″ (3,7cc)
- dla klasy 3. – nie większy niż 1,7″ (5,2cc)
- dla klasy 4. – nie większy niż 2,2″ (6,8cc)

Dla punktów osnowy podstawowej i szczegółowej, będących jednocześnie punktami sieci triangulacji państwowej, podaje się dwie klasy (np. II-4).
Niniejsza instrukcja zastąpiła m.in. instrukcję B-III z 1949.